# Воинское кладбище № 81 (Менцина-Велька)
 Памятник культуры Малопольского воеводства: регистрационный номер А-577 от  30 июня 1988 года.
Воинское кладбище № 81 — Менцина-Велька (пол. Cmentarz wojenny nr 81 - Męcina Wielka) — воинское кладбище, расположенное в окрестностях села Менцина-Велька, Малопольское воеводство. Кладбище входит в группу Западногалицийских воинских захоронений времён Первой мировой войны. На кладбище похоронены военнослужащие Австрийской и Российской армий, погибшие во время Первой мировой войны 2-3 мая 1915 года. Исторический памятник Малопольского воеводства.

## История
Кладбище было основано в 1915 году по проекту австрийского архитектора Ганса Майра. На кладбище площадью 163 квадратных метра находятся 8 братских и 9 индивидуальных могил, в которых похоронены 17 австрийских и 28 русских солдат.
30 июня 1988 года кладбище было внесено в реестр памятников Малопольского воеводства (№ А-570).

## Описание
Кладбище располагается возле дороги между сёлами Менцина-Велька и Менцина-Мала. Состояние кладбища хорошее, оно находится на небольшом возвышении и окружено каменной стеной. На территории кладбища находится памятник в виде креста.
30 июня 1988 года кладбище было внесено в реестр исторических памятников Малопольского воеводства (А-569).

## Источник
- Oktawian Duda: Cmentarze I wojny światowej w Galicji Zachodniej. Warszawa: Ośrodek Ochrony Zabytkowego Krajobrazu, 1995. ISBN 83-85548-33-5.